# Ferrocryptus longicauda
Ferrocryptus longicauda är en stekelart som beskrevs av Dmitriy R. Kasparyan och Ruiz-cancino 2005. Ferrocryptus longicauda ingår i släktet Ferrocryptus och familjen brokparasitsteklar. Inga underarter finns listade i Catalogue of Life.